# ボー・リンデ
アンデシュ・ボー・ライフ・リンデ (Anders Bo Leif Linde, 1933年1月1日 - 1970年10月2日)はスウェーデンの作曲家。作風は著名な20世紀新古典主義音楽の作曲家たち、ベンジャミン・ブリテンやサミュエル・バーバーに似る。
イェヴレ出身。音楽理論をEric Harald Bengtsonに学んだあと、1948年にストックホルム音楽大学に入学、作曲をラーシュ＝エリク・ラーションに、ピアノをOlof Wiberghに学ぶ。卒業から1年後の1953年、指揮 (音楽)を学ぶためウィーンに渡り、ヨーロッパ中を回ってからスウェーデンに戻った。もっとも演奏された作品はヴァイオリン協奏曲だと考えられている。
ボー・リンデは37歳のときにイェヴレの病院にて他界した。病因は明らかではないが、飲酒が関係していると思われる。

## 管弦楽作品
交響曲
- 交響曲第1番（シンフォニア・ファンタジア）op.1（1951年）
- 交響曲第2番（イェヴレのライオンズクラブに捧げられた） op.23（1960年）
- 交響曲第3番

ピアノ協奏曲
- ピアノ協奏曲 ホ長調 （1950年 - 1951年）
- ピアノ協奏曲第1番 op.12（1954年）
- ピアノ協奏曲第2番 op.17（1956年）

その他
- チェロ協奏曲（ギード・ヴェッキ（スウェーデン語版）のために書かれた）op.29 （1964年 - 1965年）
- ヴァイオリン協奏曲（Josef Grunfardに捧げられた）op.18 （1957年）
- 管弦楽のための協奏曲 op.26 （1961年 - 1962年）
- ペッツォ・コンチェルタンテ op.41 （1970年）
- 古い頌歌による内省 op.35 （1967年）
- 陽気な序曲 op.14 （1954年）
- 小管弦楽のための組曲 op.21 （1959年）
- 小弦楽オーケストラのための古風な組曲 op.13 （1954年）
- バレエ・ブラン、管弦楽のためのディヴェルティスマン op.3 （1952年）
- ブローニュ組曲 op.32 （1966年）